# Oscinella ujhelyi
Oscinella ujhelyi är en tvåvingeart som beskrevs av Oswald Duda 1930. Oscinella ujhelyi ingår i släktet Oscinella och familjen fritflugor.
Artens utbredningsområde är Colombia. Inga underarter finns listade i Catalogue of Life.